# لئوپولدو کالوو-سوتلو
لئوپولدو کالوو-سوتلو (به انگلیسی: Leopoldo Calvo-Sotelo؛ ۱۴ آوریل ۱۹۲۶ – ۳ مهٔ ۲۰۰۸) سیاستمدار اهل اسپانیا بود. 
کالوو-سوتلو در ۳ مهٔ ۲۰۰۸، در سن ۸۲ سالگی بر اثر سکته قلبی درگذشت.